# Robert de Wilde (militaire)
Pour les articles homonymes, voir De Wilde.
Robert de Wilde, né le 15 juillet 1883 à Tervuren et décédé à Bruges le 27 septembre 1947, est un lieutenant-général de l'armée belge.

## Biographie

### Famille
Né le 15 juillet 1883 à Tervuren, Robert de Wilde est le fils aîné des dix enfants de Robert de Wilde (1852-1835), inspecteur général des Eaux et Forêts et conservateur de l'arboretum de Tervuren et de Marie Verbrugghen (1859-1944).
La famille de Wilde, originaire de Hoegaarden dans le Brabant flamand, a filiation une prouvée remontant à 1614 avec Jacques Sauvaige dit De Wilde, tailleur d'habitss à Hoegaarden puis à Meldert, cité en 1614 dans un acte notarié avec son épouse Marguerite Minnen et mort le  12 juin 1670 à Hoegaarden, dont le fils Gérard De Wilde (mort le 12 juin 1670 à Tirlemont), devint bourgeois de Tirlemont.
Le 11 novembre 1922, son père, Robert de Wilde, fut anobli avec une concession de noblesse héréditaire pour la conduite exemplaire de ses six fils durant la première Guerre mondiale; dont l'un, André de Wilde, y laissa la vie.
Il épouse Le 28 décembre 1907 à Liège Cécile de Longrée (1886-1976), fille du chevalier Auguste de Longrée, procureur général au Luxembourg, et de Valentine de Hasse. Ensemble, ils ont cinq fils: Robert (1909-1959), sans alliance; Jacques (1911-1991), marié à Geneviève Bribosia; Christian (1913-1976), marié à Béatrice Henry de Frahan; André (1920-1989), marié à ∞ Milosava Niederle-ovà et Philippe (1925-2013), marié à Anne-Marie de Grady de Horion. En 1949, sa veuve obtint, par arrêté royal, l'autorisation pour elle et ses enfants de joindre à leur nom celui de « d'Estmael ».

### Carrière
Il entre à l’École royale militaire en 1904 (55e Promotion) et est nommé sous-lieutenant d’infanterie en 1907. À sa sortie de l’ERM, il sert d’abord au 14e de Ligne, puis à la Citadelle de Liège. Il est nommé lieutenant en 1912. En février 1914, il passe à l’artillerie et devient Observateur à la 12e Brigade.
Pendant la Première Guerre mondiale, Robert de Wilde se lia d'amitié avec Martial Lekeux, prêtre franciscain qui demanda à reprendre du service et accompagne ainsi l'armée belge dans sa retraite, passant de la défense des forts de Liège au maintien de la ligne de front sur l'Yser. Durant les premiers mois, Robert tient un journal, puis participa à la retraite de Liège, aux siège d'Anvers, puis à ceux de la 3ème division d'artillerie à Pervyse, Oostkerke et OudStuyvekenskerke.
Durant la guerre, il prend part à la retraite sur la Gette, puis à Anvers, aux combats sur le pourtour du camp retranché. Sa conduite à Haecht lui vaut d’être créé chevalier de l’Ordre de Léopold. On le retrouve avec l’amiral Ronarch à la défense de Dixmude. Nommé capitaine en 1915, il prend le commandement d’une batterie. Après 54 mois passés au front, il finit la guerre comme commandant.
Ses souvenirs portent sur les huit premiers mois de la guerre; ils prennent fin le 9 avril 1915, lorsque leur auteur est nommé capitaine et qu'il doit prendre le commandement d'une batterie. Lekeux fait paraître Mes cloîtres dans la tempête qui raconte 20 mois de guerre, du 4 août 1914 à mai 1916. Quelques pages sont largement inspirées des souvenirs précis de son ami Robert de Wilde.
En 1918, Robert de Wilde publie De Liège à l'Yser : mon journal de campagne, préfacé par le vicomte Henri Davignon, écrivain et membre de l'Académie royale. Robert de Wilde raconte les premiers mois de la guerre, du 3 août 1914 au 9 avril 1915.
En 1918, il est nommé à l’État-major de la 3e Division, puis fait partie de la Commission militaire interalliée de contrôle. Nommé major le 26 septembre 1923, il commande successivement un groupe au 16A, au 1A et au 13A. Il est muté à Bruges, comme major, en janvier 1926 et, en 1931. Il est nommé lieutenant-colonel. Comme colonel, il prend le commandement du 13e d’Artillerie en 1936.
Durant la Deuxième Guerre mondiale, il prend part en 1940 à la Campagne des 18 jours puis est fait prisonnier pendant cinq ans.
Le 19 août 1947, il est nommé lieutenant-général de réserve honoraire. Il devient président des Amitiés Françaises de Bruges et administrateur-délégué du Musée Tulpinck-Roerick et meurt le 27 septembre 1947 à Bruges.

## Décorations
Belges:
- Grand officier de l'ordre de la Couronne
- Commandeur de l'ordre de Léopold
- Officier de l'ordre de Léopold II
- Croix de guerre

Étrangères:
- Chevalier de la Légion d'honneur
- Chevalier de l'Ordre de Dannebrog